# Sancti Spíritus (club de fútbol)
El Sancti Spíritus es un club de fútbol cubano, de la ciudad de Sancti Spíritus. Juega en el Campeonato Nacional de Fútbol de Cuba.

## Dimensión sociopolítica del club
El Sancti Spíritus aglutina a aficionados de todas las ideologías políticas, creencias religiosas y procedencias geográficas. Sin embargo, según la mayoría, la enorme masa social del club ha respondido históricamente a motivos exclusivamente deportivos y también al carácter representativo que, para muchos aficionados, ha tenido y tiene el club en el terreno social y cultural. Varios aficionados se han convertido en grandes estrellas de este club.[cita requerida]

## Escudo
El escudo del Sancti Spíritus tiene forma de "triángulo", semicircular en él se encuentra grabado el símbolo de la provincia el cual es la imagen del puente Yayabo encima de este se encuentra también una S que identifica a la provincia. Este escudo es el mismo del equipo de béisbol que representa a la provincia.[cita requerida]

## Colores
Los colores distintivos del Sancti Spíritus son el azul y el anaranjado. Colores representativos de la Provincia Homónima de Sancti Spíritus.[cita requerida]

## Uniforme
El equipaje del equipo, en la temporada 2020-2021 es muy similar al del equipo de béisbol de la provincia consta de camiseta naranja, con las mangas azules y pantalón azul. Las medias son azules.[cita requerida]

## Entrenadores
- Carlos Ramírez (2005)[2]
- Yunielys Castillo (2012)[3]
- Yunielys Castillo (2019-)[1]